# Weng im Innkreis
Weng im Innkreis  ist eine Gemeinde in Oberösterreich im Bezirk Braunau am Inn im Innviertel mit 1457 Einwohnern (Stand 1. Jänner 2025).

## Geografie
Weng im Innkreis liegt auf um die 370 m ü. A. Höhe im Inntal, am Westrand des Innviertler Hügelland.
Die Ausdehnung beträgt von Nord nach Süd 4,9 km, von West nach Ost 7,5 km.  Die Gesamtfläche beträgt 21,34 km². Über achtzig Prozent der Fläche werden landwirtschaftlich genutzt, knapp acht Prozent sind bewaldet.

### Gemeindegliederung
Das Gemeindegebiet umfasst folgende 16 Ortschaften (in Klammern Einwohnerzahl Stand 1. Jänner 2025):
- Appersting (123)
- Bauerding (96)
- Bergham (72)
- Buch (41)
- Burgstall (42)
- Elling (40)
- Gunderding (33)
- Harterding (51)
- Hauserding (33)
- Hunding (53)
- Leithen (23)
- Mankham (40)
- Pirath (25)
- Riedlham (28)
- Weng im Innkreis (732)
- Wernthal (25)

Die Gemeinde besteht aus den Katastralgemeinden Leithen und Weng.
Einziger Zählsprengel ist Weng im Innkreis.
Der zuständige Gerichtsbezirk ist der Gerichtsbezirk Braunau am Inn.

### Nachbargemeinden
| St. Peter am Hart | Mining                                      | Mühlheim am Inn (Bez. Ried i.I.) |
|                   | Kompassrose, die auf Nachbargemeinden zeigt | Altheim                          |
| Burgkirchen       | Moosbach                                    |                                  |

## Geschichte
Seit Gründung des Herzogtums Bayern war der Ort bis 1779 bayrisch und kam nach dem Frieden von Teschen mit dem Innviertel (damals Innbaiern) zu Österreich. Während der Napoleonischen Kriege wieder kurz bayrisch, gehört der Ort seit 1816 (Vertrag von München) endgültig zu Österreich ob der Enns.
Mit der Schaffung der Ortsgemeinden nach 1848/49 wurde Weng im Innkreis per 1851 eigenständige Gemeinde.
Seit 1918 gehört die Gemeinde zum Bundesland Oberösterreich. Nach dem Anschluss Österreichs an das Deutsche Reich am 13. März 1938 gehörte sie zum Gau Oberdonau. 1945 erfolgte die Wiederherstellung Oberösterreichs.

### Einwohnerentwicklung
Der Grund für das Wachstum von 1991 bis 2001 war eine positive Geburtenbilanz, die die leicht negative Wanderungsbilanz übertraf. Von 2001 bis 2011 waren beide Bilanzen leicht negativ, sodass die Bevölkerungszahl auf 1.365 zurückging.

## Kultur und Sehenswürdigkeiten
- Burgstall Altheim

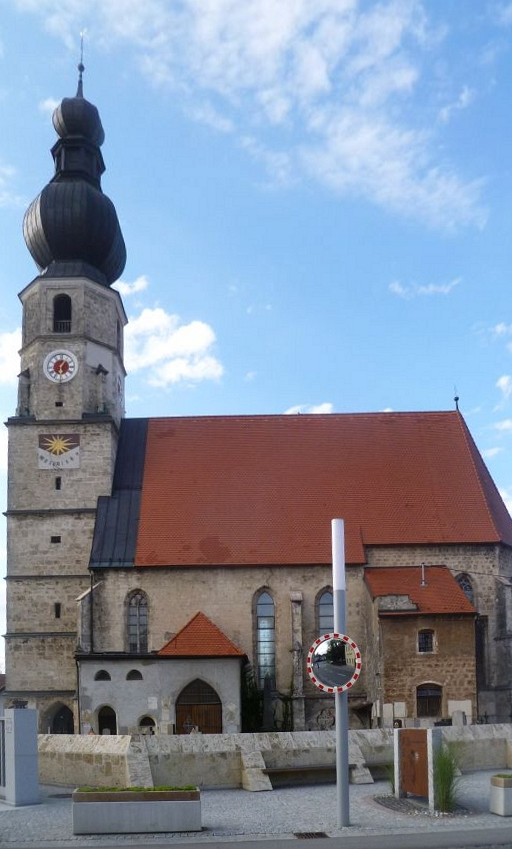
Pfarrkirche Weng im Innkreis

- Katholische Pfarrkirche Weng im Innkreis hl. Martin
- Die Orgel (in Kirche)
- Heimatmuseum
- Etliche Kapellen[6]

## Wirtschaft und Infrastruktur
Weng ist eine landwirtschaftlich geprägte Gemeinde. Über 2000 Hektar der Fläche werden von 65 Betrieben landwirtschaftlich genutzt, rund zwei Drittel davon sind Vollerwerbsbauern. Daneben gibt es im Ort Pirath ein Gewerbegebiet, in dem rund 400 Menschen Arbeit finden. Insgesamt bietet Weng 663 Arbeitsplätze (Stand 2011): 69 in der Landwirtschaft, 468 im Produktionssektor und 126 im Dienstleistungssektor.
Von den 725 Erwerbstätigen, die 2011 in Weng lebten, arbeiteten 211 in der Gemeinde, 513 pendelten aus. Dafür kamen 452 Menschen aus der Umgebung zur Arbeit nach Weng.

### Verkehr
- Eisenbahn: Die nächste Bahn-Haltestelle ist Mining an der Innkreisbahn.
- Straße: In Harterding zweigt die Mauerkirchener Straße B142 von der Altheimer Straße B148 ab.

## Politik

### Gemeinderat
Der Gemeinderat hat 19 Mitglieder.
- Mit den Gemeinderats- und Bürgermeisterwahlen in Oberösterreich 2003 hatte der Gemeinderat folgende Verteilung: 8 ÖVP, 7 SPÖ und 4 FPÖ.
- Mit den Gemeinderats- und Bürgermeisterwahlen in Oberösterreich 2009 hatte der Gemeinderat folgende Verteilung: 10 ÖVP, 5 FPÖ und 4 SPÖ.
- Mit den Gemeinderats- und Bürgermeisterwahlen in Oberösterreich 2015 hatte der Gemeinderat folgende Verteilung: 8 ÖVP, 6 FPÖ und 5 SPÖ.
- Mit den Gemeinderats- und Bürgermeisterwahlen in Oberösterreich 2021 hat der Gemeinderat folgende Verteilung: 10 ÖVP, 5 FPÖ und 4 SPÖ.[11][12]

### Bürgermeister
Quelle:
- 1850–1857 Georg Schmid
- 1857–1862 Michael Friedl
- 1862–1864 Mathias Estlbauer
- 1864–1867 Sebastian Sturmberger
- 1867–1870 Andreas Eiblmaier
- 1870–1873 Josef Part
- 1873–1876 Josef Schinagl
- 1876–1879 Johann Stollhammer
- 1879–1885 Franz Kasinger
- 1885–1888 Sebastian Eselbauer
- 1888–1892 Georg Ranftl
- 1892–1894 Sebastian Gollhammer
- 1894–1897 Johann Eslbauer
- 1897–1900 Ferdinand Kastinger
- 1900–1903 Leopold Schinagl
- 1903–1906 Valentin Seidl
- 1906–1910 Johann Gollhammer
- 1910–1913 Johann Rögl
- 1913–1919 Josef Part
- 1919–1924 Matthias Wagner
- 1924–1929 Johann Gollhammer
- 1929–1935 Ludwig Mairböck
- 1935–1938 Johann Kinz
- 1938–1945 Johann Kasinger
- 1945–1945 Johann Kinz
- 1945–1949 Eduard Fellner
- 1949–1955 Johann Kinz
- 1955–1966 Karl Prilhofer
- 1966–1973 Georg Wiesner
- 1973–1981 Alois Altmann
- 1981–2003 Johann Leherbauer
- 2003–2021 Josef Moser (ÖVP)
- seit 2021 Gerhard Wiesner (ÖVP)

### Wappen
Offizielle Beschreibung des Gemeindewappens:
In Grün ein silberner, schräggestellter, abwärts gebogener und oben geflügelter Fisch.
Die Gemeindefarben sind Grün-Gelb-Grün.

## Persönlichkeiten

### Söhne und Töchter der Gemeinde
- Ulrich von Weng (um 1323), Domherr zu Regensburg
- Johann Georg Meindl (1682–1767), Freiheitskämpfer bei der Bayerischen Volkserhebung 1705/06
- Fanni (Franziska) Hitler, geb. Matzelsberger (1861–1884), zweite Ehefrau von Alois Hitler und Mutter von Alois jun. und Angela Hitler
- Michael Six (1874–1938), Akademischer Bildhauer
- Hans Finsterer (1877–1955), Chirurg
- Josef Reiter (1890–1981), Landwirt, Politiker und Abgeordneter zum Nationalrat
- Hans Plank (1925–1992), Akademischer Maler
- Georg Schöppl (* 1966), Vorstand Österreichische Bundesforste[14]

### Mit der Gemeinde verbundene Persönlichkeiten
- Hans-Henning Scharsach (* 1943), lebt seit 2012 in Weng im Innkreis